# Margarita Louis-Dreyfus
Margarita Louis-Dreyfus, nata Margarita Olegovna Bogdanova (in russo Маргарита Олеговна Богданова?; Leningrado, 1º luglio 1962), è un'imprenditrice svizzera originaria russa, miliardaria, presidente del Louis-Dreyfus Group dal 2009 dopo la morte per leucemia del marito Louis-Dreyfus ed ex proprietaria della squadra di calcio Olympique de Marseille.
Secondo Forbes il suo patrimonio netto nel 2022 è stimato in 3,4 miliardi di dollari.

## Biografia
Margarita Louis-Dreyfus è cresciuta in situazioni modeste. All'età di sette anni ha perso entrambi i genitori in un incidente ferroviario. È poi cresciuta con suo nonno, un ingegnere elettrico., qui l'élève jusqu'à sa majorité. Ha studiato legge a Mosca ed economia a Leningrado.
Grazie alla perestroïka, all'età di 27 anni ha sposato uno svizzero tedesco e si è stabilita in Svizzera, dove ha lavorato dapprima in una società di import-export. Il matrimonio è finito con un divorzio dopo un anno e mezzo. Ha incontrato Robert Louis-Dreyfus su un aereo da Zurigo a Londra nel 1989. I due si sono sposati nel 1992 e hanno avuto tre figli insieme (Éric, nato nel 1992, e i gemelli Maurice e Kirill, nati nel 1998).

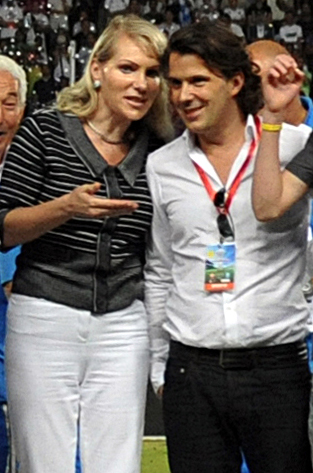
Margarita Louis-Dreyfus e Vincent Labrune, durante il Trofeo dei Campioni 2011

Dopo la morte di suo marito nel 2009 Margarita Louis-Dreyfus è diventata erede del gruppo Louis Dreyfus e azionista di maggioranza della squadra di calcio Olympique de Marseille di cui il marito era proprietario dal 1996.  Suo marito l'ha nominata alla direzione del gruppo di società nel 2007 dopo aver scoperto la sua malattia. Dopo una lotta competitiva ai vertici dell'azienda di famiglia, nel 2011 è diventata Presidente del Consiglio di amministrazione. 
Nel dicembre 2011, è stata insignita del premio “Capitalist of the Year” dalla rivista Le Nouvel Économiste.
Il 17 ottobre 2016 ha venduto la squadra di calcio Olympique de Marseille all'uomo d'affari americano Frank McCourt. Il passaggio è avvenuto il 17 ottobre 2016 per 45 milioni di euro. Ha mantenuto una quota del 5%.
A metà giugno 2017 è stata eletta nel Consiglio di amministrazione della Camera di commercio svizzero-americana (Am-Cham). Questo organismo è considerato il fulcro dell'economia svizzera.
Nel gennaio 2019 ha acquistato il 16,6% della holding della società (LDHBV) da azionisti di minoranza per 825 milioni di dollari, ma a novembre 2020 ha venduto il 45% al fondo di Abu Dhabi ADQ per circa 1,6 miliardi di dollari. Deve, infatti, ripagare gradualmente un prestito di 1 miliardo di dollari serviti per rilevare quote di minoranza della famiglia e finanziare gli investimenti del gruppo. Il valore di libro del gruppo è di 4,5 miliardi di dollari.

## Vita privata
Dopo il 2013, ha una relazione con il banchiere Philipp Hildebrand, vicepresidente di BlackRock dopo essere stato il responsabile della banca centrale svizzera.Nel marzo 2016 hanno avuto due gemelli, Isabella e Arina.
Parla cinque lingue: russo, francese, italiano, inglese e tedesco